# Amiral Benelux

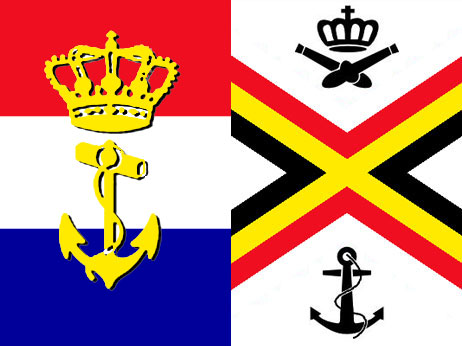
Etendard de l'amiral Benelux

L'Amiral BENELUX (ABNL) est le commandant de l'état-major conjoint des marines belge et néerlandaise.
La fonction d'amiral fut créée concomitamment à l'accord BENESAM de coopération des états-majors des 2 marines contributrices, signé le 28 mars 1995. L'amiral est responsable des opérations combinées, est chargé de la planification des activités opérationnelles communes en temps de paix et de guerre et de l'exécution des entrainements. Il est également responsable de l'usage efficient du matériel et du personnel commun et supervise les programmes de formation conjoints.

## Structure organisationnelle
L'amiral Benelux (ABNL) est le commandant des états-majors conjoints, qui, ensemble forment la Direction des Opérations (DOPS). 
L'amiral est assisté par l'amiral Benelux adjoint (Deputy ABNL (DABNL)). Selon les termes de l'accord BENESAM, l'ABNL est un amiral néerlandais et son adjoint belge. Le quartier général de la DOPS est situé dans celui de la marine néerlandaise sur la base navale de Den Helder.
L'organe principal de commandement de l'ABNL est la DOPS, bien qu'il y ait également une direction de support opérationnel (DOST). Les 2 ensembles ont le contrôle opérationnel des unités opérationnelles des 2 flottes. La DOP est subdivisée en 3 branches : commandement, opération et support.
- la branche de commandement de la DOPS consiste en le bureau d'état-major et le Maritime Situation Center (MARSITCEN). Le MARSITCEN est organisé selon la structure OTAN standard N et a pour fonction de faire le lien entre la DOPS et les états-majors respectifs des 2 marines mais aussi des composantes terre et air.
- la branche opérations de la DOPS consiste principalement en le Netherlands Maritime Force (NLMARFOR). Le NLMARFOR consiste en l'état-major exécutif qui peut directement prendre le commandement pour exécuter des missions et est doté de facilités logistiques pour la coordination des opérations navales et des exercices. En plus du NLMARFOR, la branche opérations de la DOPS comporte le Sea Training Command (STC) pour les navires et le Marine Training Command (MTC) pour le corps des mariniers chargés des entrainements conjoints pour le personnel.
- La branche support de la DOPS consiste en le Marine Warfare Centre (MWC). Ce centre comprend 2 différentes sections : le Maritime Doctrine and Tactics Centre et le Centre for Operational Data, Analysis and METOC. The MWC est responsable de l'analyse et de la gestion des données opérationnelles tactiques et stratégiques utilisées par la DOPS.

## Historique
L'état-major combiné (parfois nommé amirauté Benelux) est le résultat du développement de la coopération navale entre la marine royale néerlandaise et la composante maritime de l'armée belge. Cette coopération fut de prime abord axée sur la coopération sur les théâtres d'opération communs et plus tard sur la défense mutuelle durant la guerre froide. Au fil du temps, il s'est concentré sur la gestion de plus en plus efficace des équipements et du personnel (notamment à la suite des coupes dans les budgets de la défense après la chute de l'Union soviétique). 
L'ABNL fut créé à la suite d'une série de traités nommés Accord de coopération Belgo-néerlandais (BENESAM pour Belgisch-Nederlandse Samenwerking), dont le premier date de 1948
- 10 mai 1948: Signature du premier accord BENESAM.
- 27 mars 1975: L'ABNL est institué pour les opérations en temps de guerre.
- 15 octobre 1985: Révision de l'accord BENESAM.
- 28 mars 1995: Le secrétaire d'état néerlandais à la défense et le ministre belge de la défense signe l'accord ABNL.
- 29 mai 1995: Le commandant de la marine néerlandaise (Commandant Zeemacht Nederland (CZMNED)) et le chef d'état-major de la marine belge (Stafchef Zeemacht (ZS)) signent un accord concernant la coopération opérationnelle.
- 1er janvier 1996: L'ABNL est établi au quartier général de la marine et centre de garde-côtière à Den Helder.
- 1er mai 1996: Le commandant de la marine néerlandaise et le chef d'état-major de la marine belge signent un accord concernant les entrainements conjoints.

L'accord BENESAM est actuellement en révision, avec pour objectif une coopération plus étroite entre les 2 flottes.

## Source
- (en) Cet article est partiellement ou en totalité issu de l’article de Wikipédia en anglais intitulé « Admiral BENELUX (ABNL) » (voir la liste des auteurs).